# Liste der Kirchengebäude im Dekanat Berchtesgadener Land
Die Liste der Kirchengebäude im Dekanat Berchtesgadener Land umfasst die Kirchengebäude römisch-katholischer Pfarreien im innerhalb des Landkreises Berchtesgadener Land befindlichen Dekanat, das dem Erzbistum München und Freising unterstellt ist.
Das Dekanat Berchtesgadener Land entstand zum 1. Januar 2024 aus den beiden bisherigen Dekanaten Berchtesgaden und Teisendorf. Es umfasste zu diesem Zeitpunkt 27 Pfarreien in 10 Pfarrverbänden, sein Einzugsgebiet entspricht damit nahezu deckungsgleich dem Gebiet des Landkreises Berchtesgadener Land.

## Liste
| Bild | Pfarrkirche                                    | Ort                        | Filialkirchen | Pfarrverband                          |
| ---- | ---------------------------------------------- | -------------------------- | --- | ------------------------------------- |
|      | St. Laurentius und Mauritius                   | Ainring                    | Wegkapelle in Adelstetten St. Erasmus in Bicheln Hofkapelle in Langacker Lourdeskapelle in Ottmaning Filialkirche St. Andreas in Perach Kapelle in Rabling Filialkirche St. Nikolaus in Straß Wegkapelle in Ulrichshögl Filialkirche St. Ulrich in Ulrichshögl Kapelle in Wenig | Pfarrverband Ainring                  |
|      | St. Martin                                     | Thundorf in Ainring        | | Pfarrverband Ainring                  |
|      | Mariä Himmelfahrt                              | Feldkirchen in Ainring     | | Pfarrverband Ainring                  |
|      | Mariä Himmelfahrt                              | Anger                      | Kapelle Kirchbergäcker in Anger Kapelle Nähe Dorfplatz in Anger Filialkirche St. Jakobus in Aufham Schauerkapelle in Hainham Ehemalige Augustiner-Chorherren-Stiftskirche St. Peter und Paul in Höglwörth Filialkirche St. Georg in Steinhögl Urban-Kapelle in Steinhögl Kapelle in Vachenlueg Kapelle in Hainbuch Kapelle in Kaltenkraut Hofkapelle in Lebloh Pestkapelle in Wenig Wegkapelle in Zell | Pfarrverband Anger – Aufham – Piding  |
|      | Hl. Familie                                    | Au (Berchtesgaden)         | Franziskuskirche | Pfarrverband Stiftsland Berchtesgaden |
|      | St. Jakobus                                    | Aufham (Anger)             | | Pfarrverband Anger – Aufham – Piding  |
|      | St. Nikolaus                                   | Bad Reichenhall            | Kirche St. Aegidien Spitalkirche St. Johannes St. Georg in Nonn Wallfahrtskirche St. Pankraz Kapelle in Schwarzbach Kapelle St. Antonius, Thumsee Seebachkapelle (Bad Reichenhall) in Karlstein | Stadtkirche Bad Reichenhall           |
|      | St. Zeno                                       | Bad Reichenhall            | | Stadtkirche Bad Reichenhall           |
|      | St. Valentin                                   | Marzoll in Bad Reichenhall | | Stadtkirche Bad Reichenhall           |
|      | St. Nikolaus von der Flüe                      | Bayerisch Gmain            | | Stadtkirche Bad Reichenhall           |
|      | Stiftskirche St. Peter und Johannes der Täufer | Berchtesgaden              | St. Andreas (Berchtesgaden) Franziskanerkloster mit Franziskanerkirche (Berchtesgaden) Kalvarienberg (Berchtesgaden) Wegkapelle Nähe Hanielstraße Kalvarienberg (Berchtesgaden) Kapelle der Seligpreisungen Maria am Berg (Berchtesgaden) Wallfahrtskirche Maria Gern | Pfarrverband Stiftsland Berchtesgaden |
|      | Herz Jesu                                      | Bischofswiesen             | | Pfarrverband Stiftsland Berchtesgaden |
|      | St. Rupert                                     | Freilassing                | Filialkirche Mariä Himmelfahrt in Salzburghofen Filialkirche St. Peter in Salzburghofen | Pfarrverband Freilassing              |
|      | St. Korbinian                                  | Freilassing                | | Pfarrverband Freilassing              |
|      | Mariä Himmelfahrt                              | Laufen an der Salzach      | | Pfarrverband Laufen                   |
|      | St. Oswald                                     | Leobendorf (Laufen)        | | Pfarrverband Laufen                   |
|      | St. Nikolaus                                   | Marktschellenberg          | Wallfahrtskirche Mariä Heimsuchung | Pfarrverband Stiftsland Berchtesgaden |
|      | Mariä Geburt                                   | Piding                     | | Pfarrverband Anger – Aufham – Piding  |
|      | St. Sebastian                                  | Ramsau bei Berchtesgaden   | | Pfarrverband Ramsau – Unterstein      |
|      | St. Martin                                     | Saaldorf                   | Filialkirche St. Georg in Sillersdorf Filialkirche St. Johann Baptist in Steinbrünning | Pfarrverband Saaldorf-Surheim         |
|      | St. Michael                                    | Strub (Bischofswiesen)     | | Pfarrverband Stiftsland Berchtesgaden |
|      | St. Stephan                                    | Surheim                    | | Pfarrverband Saaldorf-Surheim         |
|      | Mariä Sieben Schmerzen (Pfarrei Unterstein)    | Schönau am Königssee       | St. Bartholomä Wallfahrtskirche Waldkapelle St. Johann und Paul Bergopfer-Gedenkkapelle St. Bernhard | Pfarrverband Ramsau – Unterstein      |
|      | Mariä Himmelfahrt (Weildorf)                   | Teisendorf                 | St. Andreas (Teisendorf) St. Georg (Oberteisendorf) St. Ulrich (Neukirchen) St. Leonhard (Holzhausen bei Teisendorf) St. Laurentius (Wimmern) | Pfarrverband Teisendorf               |
|      | St. Johann Nepomuk                             | Winkl (Bischofswiesen)     | | Pfarrverband Stiftsland Berchtesgaden |